# Bistum Castanhal
Das Bistum Castanhal (lateinisch Dioecesis Castagnalensis de Pará, portugiesisch Diocese de Castanhal) ist eine in Brasilien gelegene römisch-katholische Diözese mit Sitz in Castanhal im Bundesstaat Pará.

## Geschichte
Das Bistum Castanhal wurde am 29. Dezember 2004 durch Papst Johannes Paul II. mit der Apostolischen Konstitution Ad efficacius providendum aus Gebietsabtretungen des Erzbistums Belém do Pará und des Bistums Bragança do Pará errichtet. Es wurde dem Erzbistum Belém do Pará als Suffraganbistum unterstellt. Erster Bischof wurde Carlos Verzeletti.